# Sơn Hàm
Sơn Hàm là một xã thuộc huyện Hương Sơn, tỉnh Hà Tĩnh, Việt Nam.
Xã Sơn Hàm có diện tích 22,24 km², dân số năm 1999 là 4101 người, mật độ dân số đạt 184 người/km².